# Голографія

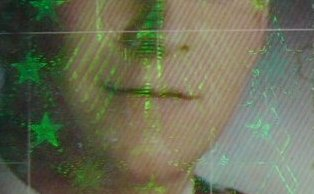
Голограма як захисний елемент посвідчення особи (Німеччина)

Гологра́фія (від грецького Όλος—holos — повний + γραφή—graphe — запис) — набір технологій для точного запису, відтворення і переформатування хвильових полів. Це спосіб одержання об'ємних зображень предметів на фотопластинці (голограми) за допомогою когерентного випромінювання лазера. Голограма фіксує не саме зображення предмета, а структуру відбитої від нього світлової хвилі (її амплітуду та фазу). Для отримання голограми необхідно, щоб на фотографічну пластинку одночасно потрапили два когерентних світлових пучки: предметний, відбитий від об'єкта та опорний — що проходить безпосередньо від лазера. Світло обох пучків інтерферує, створюючи на пластинці чергування дуже вузьких темних і світлих смуг — інтерференційну картину.

## Різновиди голограм
Голограми поділяються на кілька видів, кожен з яких відповідає різним вимогам виробників. З-D-голограми здатні передавати тривимірний ефект і глибину реальної моделі. При створенні цього виду голограм завжди використовують модель в масштабі 1: 1. Таким чином, при сильному направленому промені світла буде створений приголомшливий оптичний ефект.
На відміну від З-D-голограм, 2-D-голограми засновані на двомірній графіці та здатні містити всю інформацію в одній площині. Такі голограми не вимагають сильного джерела світла і мають діамантовий блиск. 2-D / 3-D-голограми засновані на двох або трьох наборах двомірної графіки і відрізняються тим, що вся інформація розташована в двох і більш площинах зображення, які створюють ефект перспективи. Цей вид голограм є найпопулярнішим за рахунок чітких контурів малюнка і світних фарб, які видно в різних умовах освітлення.
Крім того, існують цифрові голограми — Digital Image. Вони відрізняються тим, що зображення створюється на комп'ютері і ґрунтується на одному рівні. Таке зображення складається з растрових точок і дозволяє створювати ефект руху, а також передавати специфічну гру фарб. Ще одним видом голограм, заснованих на одній площині, є геліограмми. Вони базуються на лінійній графіці і дозволяють створити комбінацію графічних елементів з ефектом руху.
Повністю комп'ютерною технологією створення голограм є Trustseal. Дана оптична захисна структура дозволяє досягти найбільш чіткого і яскравого зображення, а також забезпечує більшу кількість всіляких оптичних ефектів, що значно підвищує ступінь захисту. Такі зображення можуть бути кольоровими і можуть змінювати відтінки при повороті в різні сторони по всіх осях. Графічна інформація такого роду перетворюється на голографічному процесі, як в одноколірну, так і в багатобарвну. Певні кольори видно в залежності від кута зору під час розгляду голограми. При направленому світлі краю і кольору голограми стають чіткими і світлими, а при звичайному освітленні кольору втрачають свій контраст.
- 2-канальне зображення являє собою два накладених один на одного малюнки. Таким методом досягається такий оптичний ефект, при якому в залежності від кута зору видно лише один з двох мотивів. Крім 2-канального, може бути три і більше канальне зображення.
- Сепарація забарвлення є збільшенням одночасно видимих барв і затінення, що посилює графічний і просторовий ефект голограми.
- Окантовка кольорових ділянок голограми може бути підкреслена використанням контрастів (наприклад, чорна окантовка без дифракційної структури).
- Призматичні компоненти дають лінзовий ефект, який створюється при зміні кута нахилу. Підробка такого комплексу практично неможлива.
- Мікротекст може бути помітний тільки за допомогою лупи.
- Нанотекст є дуже дрібним і теж може бути помітний тільки за допомогою лупи. Такий метод застосовується тільки для Trustseal. Також як і картина в сірих тонах, яка створює будь-яке зображення в різних відтінках лише сірого кольору.
- Прихована інформація може бути зчитана тільки спеціальними приладами з УФ, ІК або лазерним освітленням.

## Фізичні принципи
Розсіяні об'єктом хвилі характеризуються амплітудою і фазою. Реєстрація амплітуди хвиль не становить труднощів; звичайна фотографічна плівка реєструє амплітуду, перетворюючи її значення у відповідне почорніння фотографічної емульсії. Фазові співвідношення стають доступними для реєстрації за допомогою інтерференції, що перетворює фазові співвідношення у відповідні амплітудні.
Інтерференція виникає, коли в деякій області простору складаються кілька електромагнітних хвиль, частоти яких з дуже високим ступенем точності збігаються.
Коли записують голограму, в певній області простору складають дві хвилі: одна з них йде безпосередньо від джерела (опорна хвиля), а інша відбивається від об'єкта запису (об'єктна хвиля). У цій же області розміщують фотопластинку (або інший реєструючий матеріал), в результаті на цій пластинці виникає складна картина смуг потемніння, які відповідають розподілу електромагнітної енергії (картині інтерференції) у цій області простору. Якщо тепер цю пластинку висвітлити хвилею, близької до опорної, то вона перетворює цю хвилю в хвилю, близьку до об'єктної. Таким чином, ми будемо бачити (з тим або іншим ступенем точності) таке ж світло, що відбивалося б від об'єкта запису.